# کشتار جمعی ۲۰۲۵ علویان سوریه
کشتار جمعی ۲۰۲۵ علویان سوریه، به مجموعه‌ای از قتل‌های هدفمند علیه علویان سوریه، که عمدتاً در مناطق ساحلی سوریه ساکن هستند، اشاره دارد. مهم‌ترین مجموعه کشتارها تا به امروز در اوایل مارس ۲۰۲۵ در استان لاذقیه رخ داد، جایی که به گزارش دیده‌بان حقوق بشر سوریه (SOHR)، نیروهای امنیتی سوریه پنجاه و دو نفر از علویان را در شهرهای المختاریه و الشیر در حومه لاذقیه اعدام کردند. این رویداد در دوره افزایش تنش‌ها و درگیری‌های مسلحانه بین نیروهای امنیتی دولتی و شبه‌نظامیان همسو با بشار اسد، رئیس‌جمهور سابق سوریه، رخ داد.

## پیشینه
مناطق ساحلی سوریه، به ویژه استان لاذقیه، از لحاظ تاریخی به عنوان قلب جامعه علوی سوریه، یک گروه مذهبی اقلیت که شاخه‌ای از اسلام شیعه محسوب می‌شود، عمل کرده است. خانواده اسد، که دهه‌ها بر سوریه حکومت کردند، متعلق به این اقلیت مذهبی هستند. پس از سقوط اسد در دسامبر ۲۰۲۴ و اجرای دولت انتقالی تحت امر احمد الشرع، امیر هیئت تحریر الشام، درگیری‌هایی بین نیروهای دولتی و وفاداران طرفدار اسد، به ویژه در مناطقی با جمعیت قابل توجه علوی، به وجود آمد.
گزارش شده است که دولت جدید از طریق اخراج گسترده مقامات، که بسیاری از آنها از جامعه علوی بودند، در حال بازسازی دستگاه‌های دولتی بود. به گفته فعالان علوی، اعضای جامعه آنها از زمان سقوط اسد، به ویژه در مناطق روستایی استان‌های حمص و لاذقیه، خشونت و آزار و اذیت هدفمند را تجربه کرده‌اند. علی‌رغم تعهد عمومی احمد الشرع به حکمرانی فراگیر، هیچ جلسه‌ای رسمی با نمایندگان ارشد علوی گزارش نشد، در حالی که جلسات مستند دولت با رهبران گروه‌های اقلیت دیگر از جمله کردها، مسیحیان و دروزی‌ها گزارش شده است.
در ۶ مارس ۲۰۲۵، خشونت به‌طور قابل توجهی افزایش یافت، زمانی که درگیری‌های مسلحانه شدید بین پرسنل امنیتی سوریه و گروه‌های مسلح حامی رئیس‌جمهور سابق در استان لاذقیه رخ داد. این درگیری‌ها در چندین شهر در منطقه که عمدتاً علوی‌نشین هستند، گسترش یافت. خشونت در ابتدا در اطراف منطقه جبله متمرکز بود، اما به سرعت به مکان‌های دیگر گسترش یافت. در ۷ مارس، مقامات سوری در شهرهای طرطوس و لاذقیه در سواحل سوریه مقررات منع آمد و شد اعمال کردند. ساکنان قرداحه از تیراندازی شدید مسلسل در مناطق مسکونی گزارش دادند که به دلیل درگیری‌های شدید، از خروج از خانه‌هایشان جلوگیری می‌کرد.

## قتل‌عام‌ها

### ژانویه
در ۱۴ ژانویه ۲۰۲۵، دیده‌بان حقوق بشر سوریه (SOHR) گزارش داد که غیرنظامیان علوی تسنین واقع در حومه حمص توسط افراد مسلح که خود را به فرماندهی عملیات نظامی منتسب می‌کردند، هدف قرار گرفتند. به گفته SOHR، افراد مسلح از صبح زود تا بعد از ظهر ۱۶ ژانویه، عملیات دستگیری گسترده‌ای را به سمت روستا آغاز کردند. چندین مظنون در برابر تلاش‌های دستگیری مقاومت کردند. در جریان این عملیات، مهاجمان هفت خانه را به آتش کشیدند و شش غیرنظامی را به قتل رساندند. چندین روستایی و بزرگان در تسنین و شهرک‌های مجاور تلاش کردند قتل‌عام را به پلیس و نیروهای امنیتی دولت سوریه گزارش دهند، اما هیچ پاسخی در مورد خشونت دریافت نکردند.
در ۲۳ ژانویه ۲۰۲۵، SOHR گزارش داد که فرماندهی عملیات نظامی با همکاری افراد مسلح محلی، یک کمپین امنیتی گسترده در روستاهای الحمام، الغزیله و الغربیه در حومه غربی حمص آغاز کرد. در جریان این عملیات، چهار غیرنظامی به‌طور فراقضایی کشته، ده غیرنظامی زخمی و پنج نفر دیگر دستگیر شدند. نیروهای نظامی دیگر روستاییان را مورد آزار و اذیت و حمله قرار دادند و چندین نفر را مجبور کردند مانند حیوانات واق واق و عرعر کنند. نیروهای نظامی همچنین چندین سنگ قبر روستا را تخریب کردند.

### مارس
در ۷ مارس ۲۰۲۵، گروه‌های نظارتی از جمله SOHR گزارش دادند که نیروهای امنیتی ۵۲ مرد علوی را در حومه لاذقیه اعدام کرده‌اند. این سازمان یافته‌های خود را بر اساس شواهد ویدیویی که به همراه شهادت‌های جمع‌آوری شده از بستگان قربانیان تأیید کرده بود، بنا نهاد. بر اساس مستندات آنها، این قتل‌ها در مکان‌های خاص الشیر، المختاریه و الحفه رخ داده است. به گفته رامی عبدالرحمن، مدیر SOHR، افراد مسلح ۶۹ مرد را در این روستاها کشتند و زنان و کودکان را نجات دادند. شبکه لبنانی المیادین این گزارش‌ها را تأیید کرد و ادعا کرد که بیش از ۳۰ مرد تنها در مختاریه پس از جدا شدن از زنان و کودکان اعدام شدند. گزارش شده است که سیزده زن و پنج کودک نیز کشته شده‌اند. رویترز گزارش داد که تصاویر تأیید شده مکانی از شهر، حدود ۲۰ مرد را نشان می‌دهد که بسیاری از آنها به وضوح خون‌آلود هستند و در کنار یکدیگر در کنار جاده‌ای در مرکز شهر دراز کشیده‌اند.
منابع متعدد فیلم‌هایی را منتشر کردند که افراد متوفی با لباس غیرنظامی را در یک حیاط مسکونی نشان می‌داد، در حالی که خون در اطراف دیده می‌شد و زنان با صدای بلند عزاداری می‌کردند. شواهد ویدئویی اضافی ظاهراً افراد مسلح با یونیفرم نظامی را نشان می‌داد که به سه نفر دستور می‌دادند روی زمین حرکت کنند و سپس از فاصله نزدیک به آنها شلیک می‌کردند. دیده‌بان حقوق بشر سوریه (SOHR) این ضبط‌ها را منتشر کرد، همان‌طور که فعالان محلی نیز این کار را انجام دادند. دو ویدئو که یک خودرو را در حال کشیدن یک جسد در لاذقیه نشان می‌داد توسط بی‌بی‌سی تأیید شد. ساکنان علوی محلی در خارج از یک پایگاه هوایی روسیه در نزدیکی جبله برای جستجوی محافظت تجمع کردند.
گزارش شده است که شصت نفر واقع در شهر ساحلی بانیاس، از جمله ده زن و پنج کودک، در اعدام‌های دسته‌جمعی توسط اعضای وزارت دفاع سوریه و سرویس امنیت عمومی کشته شدند، که یکی از بزرگ‌ترین کشتارهای جمعی ثبت شده در ۷ مارس را رقم زد.
تا ساعات اولیه ۸ مارس، گزارش شد که سی و هشت غیرنظامی در المختاریه توسط اعضای وزارت دفاع سوریه و نیروهای سرویس امنیت عمومی اعدام شده‌اند. بیست و چهار غیرنظامی در الشیر در اعدام‌های صحرایی توسط جوخه آتش نیروهای دفاعی و امنیتی دولتی، بیست و دو نفر در قرفایس، هفت نفر در منطقه الحفه، و هفت نفر دیگر در بیت آنا و دویر بعبدا در حومه جبله کشته شدند. دو شهروند در یحمور، واقع در حومه طرطوس، به‌طور خلاصه توسط جوخه آتش کشته شدند. شیخ شعبان منصور و پسرش در اعدام صحرایی توسط جوخه آتش در سلحب، استان حما، توسط نیروهای امنیتی دولتی کشته شدند.
با ترکیب گزارش قبلی از کشته شدن شصت غیرنظامی در بانیاس، دیده‌بان حقوق بشر سوریه ادعا کرد که حداقل ۱۶۲ غیرنظامی تنها در ۷ مارس در پنج کشتار جمعی جداگانه کشته شده‌اند. مشاور رئیس سابق شورای علوی، محمد ناصر، به العهد ادعا کرد که کل خانواده‌ها اعدام شده‌اند. او و منابع محلی سوریه ادعا کردند که بیش از ۱۷۰۰ غیرنظامی کشته شده‌اند.
مشاور رئیس سابق شورای علوی، محمد ناصر، به العهد ادعا کرد که خانواده‌هایی به‌صورت کامل اعدام شده‌اند. او و منابع محلی سوریه ادعا کردند که بیش از ۱۷۰۰ غیرنظامی کشته شده‌اند.

## واکنش‌ها

### واکنش‌های سوری‌ها
- شورای اسلامی علوی با انتشار بیانیه‌ای، مسئولیت خشونت‌ها را به دولت انتقالی خودخوانده جولانی نسبت داد. این شورا مدعی شد که کاروان‌های نظامی دولتی به بهانه هدف قرار دادن "بقایای رژیم اسد" به مناطق ساحلی اعزام شده‌اند، اما در عوض "وحشت آفرینی کرده و مردم سوریه را می‌کشند". این سازمان خواستار حفاظت سازمان ملل متحد از مناطق ساحلی سوریه شد.[۳۴]
- خبرگزاری دولتی سوریه (سانا) پس از حملات نیروهای شورشی که منجر به تلفات دادن نیروی‌های جولانی شد، این کشتارها را تحت عنوان "برخی تخلفات فردی" تأیید کرده و مدعی شد که مقامات "برای متوقف کردن آن‌ها تلاش می‌کنند".[۳۴] این خبرگزاری همچنین گزارش داد که چندین نفر برای انتقام حملات علیه دولت (نیروهای جولانی)، به شهرک‌های ساحلی علوی‌نشین سفر کرده‌اند.[۳۵]
- سازمان اطلاعات عمومی سوریه، "فرماندهان نظامی و امنیتی سابق وابسته به رژیم بشار اسد" را مسئول برنامه‌ریزی این جنایات در رابطه با علت تشدید خشونت‌ها دانست. وزارت دفاع اعلام کرد که یگان‌های دولتی با موفقیت مناطقی را که نیروهای شورشی به نیروهایش حمله کرده بودند، پس گرفته‌اند.[۳۵]
- احمد الشرع (جولانی)، رئیس‌جمهور سوریه، در سخنانی که در ۸ مارس برای مردم سوریه ایراد کرد، اظهار داشت: "برخی از بقایای رژیم سقوط کرده تلاش کردند سوریه جدیدی را که درکش نمی‌کنند، آزمایش کنند. امروز، آن‌ها، آن را متحد می‌بینند، از شرق تا غرب، از شمال تا جنوب، ...".[۳۶] الشرع (جولانی) با محکوم کردن حملات شورشی‌ها به نیروهای پلیس (نیروهای جولانی)، بیمارستان‌ها و غیرنظامیان،[۳۶] گفت: "شما به همه سوری‌ها حمله کردید و اشتباهی نابخشودنی مرتکب شدید. پاسخ داده شد و شما نتوانستید آن را تحمل کنید." او از آنها خواست که "قبل از اینکه خیلی دیر شود" سلاح‌های خود را تسلیم کنند. او اظهار داشت که "به تلاش برای انحصار سلاح در دست دولت (دولت خودخوانده جولانی) ادامه خواهد داد و دیگر سلاح‌های غیرقانونی وجود نخواهد داشت".[۳۵] الشرع (جولانی) پس از انتشار گزارش‌هایی مبنی بر کشتار مردم علوی در لاذقیه، از نیروهای دولتی (نیروهای جولانی) خواست که "از هرگونه سوء استفاده اجتناب کنند".[۳۷]
- در ۸ مارس ۲۰۲۵، وزارت دفاع سوریه مدعی شد که اجازه نخواهد داد تخلفاتی توسط نیروهای ارتش سوریه (نیروهای جولانی) یا سایر شبه‌نظامیان مسلح (دیگر هم پیمانان سنی) انجام شود و یک کمیته اضطراری برای ارجاع یگان‌های خاطی به دادگاه نظامی تشکیل شده است. پس از کشتار گسترده مردم علوی، حسن عبدالغنی، سخنگوی وزارت دفاع، از شبه‌نظامیانی که هیچ ارتباطی با عملیات نظامی در سواحل سوریه ندارند، خواست که منطقه را ترک کنند.

### بین‌المللی
- فرانسه: در ۸ مارس، وزارت اروپا و امور خارجه فرانسه با انتشار بیانیه‌ای، تمام خشونت‌های فرقه‌ای و غیرنظامی در سوریه را محکوم کرد و از دولت انتقالی سوریه (دولت خودخوانده جولانی) خواست که تحقیقات مستقلی را برای مجازات عاملان خشونت‌ها و کشتارهای منطقه‌ای انجام دهد. دولت فرانسه بار دیگر به امید خود برای "انتقال سیاسی مسالمت‌آمیز و فراگیر" در سوریه برای محافظت از کشور در برابر خشونت و تجزیه تأکید کرد.[۳۸]
- آلمان: در ۷ مارس ۲۰۲۵، وزارت امور خارجه آلمان از همه طرف‌های درگیر در درگیری‌های جاری در سوریه خواست که از تشدید بیشتر خشونت‌ها خودداری کنند. این وزارتخانه در بیانیه‌ای، نگرانی خود را از افزایش تلفات در غرب سوریه ابراز کرد و خواستار راه‌حل‌های مسالمت‌آمیز و وحدت ملی شد. در این بیانیه آمده است: "ما از قربانیان متعدد در مناطق غربی سوریه شوکه شده‌ایم. ما از همه طرف‌ها می‌خواهیم که به دنبال راه‌حل‌های مسالمت‌آمیز، وحدت ملی، گفتگوی سیاسی فراگیر و عدالت انتقالی باشند و بر مارپیچ خشونت و نفرت غلبه کنند.[۳۵]
- اتحادیه اروپا: در ۸ مارس، بیانیه‌ای از سوی سرویس اقدام خارجی اتحادیه اروپا به نمایندگی از اتحادیه اروپا، حملات "عناصر طرفدار اسد" به نیروهای مسلح دولت انتقالی (دولت خودخوانده جولانی) و حملات به غیرنظامیان را محکوم کرد. اتحادیه اروپا همچنین تمام تلاش‌ها برای تضعیف ثبات کشور و "چشم‌انداز انتقال مسالمت‌آمیز پایدار، فراگیر و احترام به همه سوری‌ها در عین تنوع آنها" را محکوم کرد.[۳۹]
- اسرائیل: اسرائیل کاتز، وزیر دفاع اسرائیل، احمد الشرع، رئیس‌جمهور سوریه (که کاتز او را با نام مستعار "الجولانی" خطاب کرد) را "یک تروریست جهادی از مکتب القاعده که مرتکب جنایات وحشیانه علیه جمعیت غیرنظامی علوی می‌شود" توصیف کرد. کاتز بر قصد اسرائیل برای حفظ کنترل کوه حرمون و سایر مناطق امنیتی، دفاع از جوامع در مناطق جولان و جلیل، تضمین غیرنظامی شدن جنوب سوریه و دفاع از جمعیت محلی دروزی تأکید کرد.[۴۰]
- امارات متحده عربی: وزارت امور خارجه امارات متحده عربی حملات شورشیان مسلح به نیروهای امنیتی سوریه (نیروهای جولانی) را محکوم کرد و تأکید کرد که امارات متحده عربی از "ثبات، حاکمیت و تمامیت ارضی سوریه" حمایت می‌کند.[۴۱]
- سازمان ملل متحد: سازمان ملل متحد خواستار تحقیقات فوری در مورد گزارش‌های مربوط به قتل‌های هدفمند بر اساس هویت مذهبی شد. سازمان‌های حقوق بشر بر نیاز به دسترسی بازرسان مستقل به محل برای مستندسازی جنایات جنگی یا جنایات علیه بشریت احتمالی تأکید کردند. چندین کشور با انتشار بیانیه‌هایی، خشونت علیه غیرنظامیان را محکوم کردند و از همه طرف‌های درگیر در درگیری سوریه خواستند که خویشتن‌داری کنند.[۴۲] سازمان‌های بین‌المللی پس از گزارش‌های مربوط به قتل‌های هدفمند، نگرانی خود را در مورد خشونت فرقه‌ای احتمالی در منطقه ابراز کردند. گیر پدرسن، فرستاده ویژه سازمان ملل متحد در سوریه، نسبت به درگیری‌ها و کشتارهای شدید ابراز نگرانی کرد و به "گزارش‌های بسیار نگران‌کننده از تلفات غیرنظامیان" در مناطق ساحلی درگیر بین نیروهای دولت فعلی سوریه (دولت خودخوانده جولانی) و بقایای طرفدار اسد اشاره کرد.[۴۳]
- کمیته بین‌المللی صلیب سرخ: کمیته بین‌المللی صلیب سرخ با انتشار بیانیه‌ای اعلام کرد که این سازمان «به شدت نگران» خشونت‌های گزارش‌شده است و تأکید کرد که همه طرف‌های درگیر نباید مراکز درمانی را هدف قرار دهند، دسترسی بدون مانع به مراقبت‌های بهداشتی را فراهم کنند و به کارکنان بشردوستانه اجازه دهند به مجروحان و کشته‌شدگان دسترسی پیدا کنند.[۴۴]
- بیانیه مشترک پاتریارک ارتدکس یونانی انطاکیه، جان دهم، پاتریارک کلیسای ارتدکس سریانی، ایگناتیوس افرام دوم و پاتریارک کاتولیک یونانی ملکی انطاکیه یوسف عبسی به شدت "کشتارهای هدفمند شهروندان بی‌گناه" را محکوم کرد، به ویژه به قتل زنان و کودکان، حمله و غارت خانه‌های آن‌ها و "رنج بزرگ مردم سوریه" اشاره کرد. این بیانیه خواستار اعطای حقوق برابر و "مشارکت واقعی" به همه شهروندان سوریه با پیشینه‌های مختلف، جدا از "منطق انتقام و طرد" شد.[۴۵]
- کمیسر عالی حقوق بشر سازمان ملل: وولکر ترک کمیسر عالی حقوق بشر سازمان ملل در بیانیه‌ای دربارهٔ خشونتهای اخیر در سوریه گفت: «در پی یک سری حملات هماهنگ که گفته می‌شود توسط عناصر دولت سابق و سایر افراد مسلح محلی انجام شده است، ما گزارش‌های بسیار نگران‌کننده‌ای از کشته شدن کامل خانواده‌ها، از جمله زنان، کودکان و غیرنظامیان دریافت کرده‌ایم. گزارش‌هایی مبنی بر اعدام‌های فوری بر اساس فرقه‌ای توسط عاملان ناشناس، توسط عوامل مسئول محلی و همچنین توسط عناصر مرتبط با دولت سابق وجود دارد.» وی تأکید کرد: «کشتار غیرنظامیان در مناطق شمال غربی سوریه باید فوراً متوقف شود». وی از دولت موقت سوریه خواست تا این قتل‌ها را بررسی کند و اقدامات فوری برای محافظت از مردم غیرنظامی انجام دهد.

### واکنش‌های مردمی
- در استان‌های هاتای و آدانا در جنوب شرقی ترکیه، گروه‌های مدافع علوی متعددی تظاهرات‌هایی را علیه کشتارهای دسته جمعی سازماندهی کردند. بسیاری از سخنرانان دولت ترکیه را به دلیل ارائه حمایت نظامی به سوریه، به تسهیل جنایات علیه بشریت متهم کردند. معترضان همچنین سکوت ظاهری مقامات و مردم ترکیه در مورد این اقدامات را محکوم کردند و از هر دو خواستند که در برابر دولت فعلی سوریه مقاومت کنند و از مردم سوریه حمایت کنند.[۴۶]
- رؤسای مشترک حزب برابری و دمکراسی خلق‌ها ترکیه، تولای حاتم‌اوغولاری و تونجر باکرهان، با انتشار بیانیه‌ای کتبی، سیاست‌های دولت جدید سوریه را مورد انتقاد قرار دادند. آن‌ها نگرانی خود را از اینکه دولت، کردها، علوی‌ها، دروزی‌ها، زنان و سایر گروه‌ها را از فرآیندهای کلیدی سیاسی مانند تشکیل دولت انتقالی و تدوین قانون اساسی کنار گذاشته است، ابراز کردند. این بیانیه همچنین کشتارهای هدفمند علوی‌ها در لاذقیه و طرطوس را محکوم کرد و آن‌ها را به سیاست‌های انحصاری دولت نسبت داد و به حوادث مشابه در حماه، حمص و روستاهای اطراف اشاره کرد. در این بیانیه هشدار داده شده که این رویدادها نشان می‌دهد جنگ داخلی همچنان ادامه دارد و وضعیت را یکی از بزرگ‌ترین کشتارهای علوی‌ها در تاریخ معاصر، که در مقابل دیدگان جامعه بین‌المللی رخ می‌دهد، توصیف کرد.[۴۷]
- رئیس حزب جمهوریخواه خلق، اوزگور اوزل، نگرانی عمیق خود را از افزایش خشونت علیه علوی‌ها در لاذقیه و مناطق اطراف آن، که منجر به افزایش تلفات غیرنظامیان شده است، ابراز کرد. اوزل از لفاظی‌های خوش‌بینانه قبلی دولت ترکیه در مورد حل و فصل در سوریه انتقاد کرد و اظهار داشت که درگیری‌های تجدید شده این توهم را از بین برده است. او همچنین به نگرانی علوی‌های ترکیه که بستگانی در مناطق آسیب‌دیده دارند، اشاره کرد و همبستگی خود را با نگرانی‌های آن‌ها ابراز کرد. اوزل از دولت خواست تا گام‌های دیپلماتیک مؤثرتری را با دولت سوریه برای جلوگیری از تلفات بیشتر غیرنظامیان بردارد.[۴۸]
- معترضان در ترکیه دولت ترکیه را به دلیل حمایت از اقدامات نیروهای مسلح سوریه (نیروهای جولانی) علیه علوی‌ها محکوم کردند و گفتند که این اقدامات به جنایت علیه بشریت می‌رسد. امراه کاراچای، شهردار سمعان‌داغ، گفت: "کشتارها در سوریه به سمت نسل‌کشی پیش می‌رود."[۴۶]